# Johannes Ochmann
Johannes Ochmann († 1418) war von 1402 bis 1405 Kaplan Konrads von Jungingen, des Hochmeisters des Deutschen Ordens auf der Marienburg und von 1405 bis zu seinem Tod 1418 katholischer Bischof von Reval, dem heutigen Tallinn.